# ハライン
ハライン（独: Hallein [ˈhalaɪ̯n] ( 音声ファイル)）は、オーストリアのザルツブルク州、ハライン郡の 基礎自治体 ( ゲマインデ ) で同郡の郡都。
ドイツ国境近くのウンタースベルク山地 (Untersberg massif) の麓を流れるザルツァハ川に沿って街は開けている。ザルツブルク州ではザルツブルクに次ぐ第二の都市である。

## 歴史
長い間、Dürrnberg高地にある岩塩鉱が知られており、この地域の居住者は4000年前に遡る。
紀元前600年から紀元前15年にローマ人がやって来るまで、ケルト人が住んでいた。
ハラインの名前はケルト語で「塩」を意味する語に由来し、13世紀に制定された。
第二次世界大戦中にはダッハウ強制収容所の別館が、戦後には避難民のキャンプが存在した。

## ハライン出身の人物
- シュテファン・イルザンカー - サッカー選手
- トーマス・シュタンガッシンガー - アルペンスキー選手